# Cobus Visagie
Pour l’article homonyme, voir Cobus.
Pas d'image ? Cliquez ici

a Compétitions nationales et continentales officielles uniquement.

b Matchs officiels uniquement.
Dernière mise à jour le 9 août 2019.
 Izak Jacobus (Cobus) Visagie, né le 31 octobre 1973 à Stellenbosch, est un joueur de rugby à XV sud-africain qui a joué avec l'équipe d'Afrique du Sud. Il évolue au poste de pilier (1,85 m et 117 kg).

## Carrière

### En club
- Stormers et Western Province (Afrique du Sud)
- Saracens  Angleterre 2003-2009

Il a disputé 42 matchs de Super 12 avec les Stormers.
Visagie a joué 111 fois pour les Saracens de 2003 à 2009.

### En équipe nationale
Il a effectué son premier test match avec les Springboks le 12 juin 1999 à l’occasion d’un match contre l'équipe d'Italie. Son dernier test match a été effectué le 28 juin 2003 contre l'équipe d'Argentine.
Il disputé la coupe du monde 1999 (5 matchs et victoire en petite finale).

## Palmarès

### En équipe nationale
Avec les Springboks
- Troisième de la coupe du monde 1999
- Sélections par saison : 11 en 1999, 7 en 2000, 8 en 2001 et 3 en 2003

### En club et province
- 3 fois la Currie Cup avec la Western Province